# Charles L. Coffin

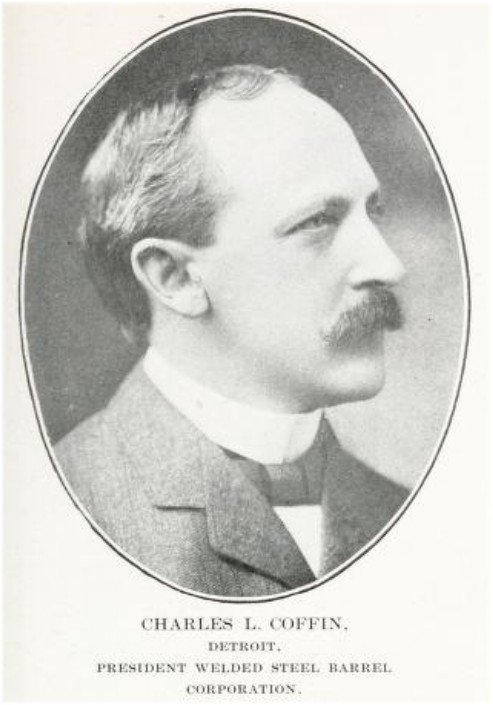
Charles L. Coffin

Charles L. Coffin, americano de Detroit, foi o inventor do processo de solda a arco elétrico utilizando um eletrodo metálico nu. Em 1890 Coffin recebeu a patente americana 428459 por seu método de soldagem. Durante os anos seguintes, a soldagem por arco foi realizada com eletrodos nus, que eram consumidos na poça de fusão e tornavam-se parte do metal de solda. As soldas eram de baixa qualidade devido ao nitrogênio e ao oxigênio na atmosfera formando óxidos e nitretos prejudiciais no metal de solda.